# Elecciones parlamentarias de Polonia de 2019
Las elecciones parlamentarias en Polonia se celebraron el 13 de octubre de 2019. Se eligieron los 460 miembros del Sejm y los 100 miembros del Senado.
Éstas elecciones fueron transcendentales en la historia democrática de Polonia por un lado, fue la primera vez que un partido repetía mayoría absoluta y por otro fueron las elecciones con la participación más alta en la historia de Polonia con un 61.74%, en un país donde la abstención era en algunos casos mayor al 50%.[cita requerida]

## Trasfondo
Tras las elecciones parlamentarias de 2015, el partido Ley y Justicia (PiS) pudo formar un gobierno mayoritario, después de recibir 235 escaños a los 138 ganados por su principal competidor, Plataforma Cívica, la primera vez en la era poscomunista que un partido había ganado una mayoría absoluta en las elecciones parlamentarias. Beata Szydło se convirtió en Primer Ministro el 16 de noviembre de 2015 en un gabinete que también incluía a Solidarna Polska y Polska Razem, que funcionaba en listas conjuntas con PiS.

## Fecha de elección
La Constitución de Polonia exigía que las próximas elecciones se celebrasen en un día no laborable, domingo o feriado nacional, dentro del período de 30 días antes de la expiración del período de 4 años a partir del comienzo del mandato actual del Senado y el Senado. de oficina. Las elecciones podían celebrarse antes bajo ciertas condiciones, por ejemplo, si el Sejm se disuelve o no se crea un gobierno en un tiempo limitado por la constitución.

## Resultados

### Sejm
|  | 43.59 % |

|  | 27.40 % |

|  | 12.56 % |

|  | 8.55 % |

|  | 6.81 % |

|  | 0.17 % |

|  | 0.78 % |

|  | 0.10 % |

|  | 0.03 % |

|  | 0.01 % |

|  | 98.89 % |

|  | 1.11 % |

|  | 100 % |

|  | 38.26 % |

|  | 61.74 % |

### Senat
|  | 44.56 % |

|  | 35.66 % |

|  | 1.03 % |

|  | 5.72 % |

|  | 2.28 % |

|  | 1.82 % |

|  | 0.79 % |

|  | 8.31 % |

|  | 97.45 % |

|  | 2.55 % |

|  | 100 % |

|  | 38.26 % |

|  | 61.74 % |